# Panggung (Tegal Timur)
Panggung is een bestuurslaag in het regentschap Tegal van de provincie Midden-Java, Indonesië. Panggung telt 27.410 inwoners (volkstelling 2010).